# Nantong Rail Transit
Nantong Rail Transit ist die U-Bahn der chinesischen Stadt Nantong in der Provinz Jiangsu. Im Jahr 2022 wurde die erste Linie eröffnet; langfristig ist ein Netz geplant, das aus vier Linien besteht. Zusätzlich sollen als R1 bis R4 bezeichnete Vorortbahnlinien entstehen.

## Linie 1
Im November 2022 wurde die Linie 1 nach fünf Jahren Bauzeit eröffnet. Sie führt parallel zum Fluss Jangtse vom Westbahnhof nach Zhenxing Road im Südosten. Die Strecke ist 39,2 Kilometer lang und hat 28 Stationen.

## Linie 2
Eine zweite Linie befindet sich in Bau. Sie kreuzt die Linie 1 an zwei Stationen und bindet den Bahnhof Nantong an.